# TheJournal.ie
TheJournal.ie — ірландська інтернет газета із штаб-квартирою в Дубліні, яка була створена на початку 2010 року братами Імоном і Браяном Феллонами, засновниками Distilled Media. Газета працює з агрегованим і оригінальним контентом (100 оригінальних одиниць контенту в день).
У 2012 році TheJournal.ie був четвертим найбільш відвідуваним сайтом новин в Ірландії.
Газета також має понад 280 тисяч фанів в Facebook станом на 2014 рік.

## Нагороди
2011
- «Best News Website» — Eircom Spiders 2011
- «Best Digital Editor — Susan Daly» — Eircom Spiders 2011
- «Overall Grand Prix Winner» — Eircom Spiders 2011
- «Best Online Only Publication» — Irish Web Awards 2011
- «Best Overall Website in Ireland» — Irish Web Awards 2011
- «Best Media/Publishing App» — The Appys 2011

2012
- «Best Mobile App»
- «Eircom Spiders 2012»
- «Best Web Only Publication» — Irish Web Awards 2012
- «Best Sports Website» — Irish Web Awards 2012[5].